# Lasionycta quadrilunata
Lasionycta quadrilunata là một loài bướm đêm thuộc họ Noctuidae. Nó được tìm thấy ở south-miền trung Alaska down the spine của Dãy núi Rocky tới Colorado.
Bướm bay từ over scree tundra và is diurnal.
Con trưởng thành bay từ giữa tháng 7 tới đầu tháng 8.

## Phụ loài
- Lasionycta quadrilunata quadrilunata (mountains of Colorado)
- Lasionycta quadrilunata yukona (dãy núi Alaska, tây nam Yukon, Alberta Rocky Mountains, và cao nguyên Beartooth ở Montana)